# Axel Österberg
För konstnären, se Axel Österberg (konstnär)
Axel Fritiof Gustaf Österberg, född 3 januari 1911 i Vagnhärad, Södermanlands län, död 14 december 1968 i Storkyrkoförsamlingen i Stockholm, var en svensk politisk agitator, journalist, författare och översättare. Han skrev under signaturen Kluck.
Axel Österberg blev tidigt anarkosyndikalist och förblev av allt att döma så i hela sitt liv. Under 1930-talet var han en av eldsjälarna i Syndikalistiska Ungdomsförbundet, SUF. Av en slump befann han sig i Barcelona den 19 juli 1936, då Spanska inbördeskriget bröt ut på grund av ett militärt uppror. Han städslades då som ansvarig för den skandinaviska radioinformationen av de anarkosyndikalistiska organisationerna CNT och FAI, och fick på så vis en inblick i och utblick över den spanska revolutionens skeenden som väl knappast var någon annan svensk förunnad.
Axel Österberg gav under 1930-talet ut såväl stridsskrifter (tex Café Folkhemmet, Federativs 1935) som mer renodlade diktsamlingar som Röd Fanfar 1934 och Trumma 1935 (båda på Syndikalistiska Ungdomsförbundets Storms förlag). I förordet till den sistnämnda kan man bland annat läsa: "Snurra på din jordglob, men akta dig så att du inte får blod på händerna. Som ångestsvett ur dess innandömen glimma bloddropparna på globens punkter och streck. Detta är jorden, som blev människan given, detta är den jord, av vilken vi skulle skapa ett paradis. Blod och barkbröd, galgar och bilor." Hans mest betydande verk får dock anses vara Bakom Barcelonas barrikader, utgiven på Federativs förlag 1936, bara några månader efter Spanska inbördeskrigets utbrott och den enda svenska ögonvittnesskildringen av anarkosyndikalisternas revolution i Katalonien 1936.
Under 1940-, 1950- och 1960-talen var Österberg verksam som journalist, översättare (bland annat av Francois Villon och D.H. Lawrence) och dagsverspoet, först i Arbetaren och sedan i Aftontidningen (ett urval av hans dagsverser finns i Nu var det 1945... (FIB:s Lyrikklubb 1970).
Axel Österberg var son till folkskollärare Gustav Emanuel Österberg och Hildur Paulina Magnusson.
Han var från 1946 gift med författaren Ulla Österberg (1907–1992). Axel Österberg är gravsatt i minneslunden på Skogskyrkogården i Stockholm.